# Paratrochosina
Genre
Paratrochosina est un genre d'araignées aranéomorphes de la famille des Lycosidae.

## Distribution
Les espèces de ce genre se rencontrent en Russie, aux États-Unis en Alaska, au Canada et en Argentine.

## Liste des espèces
Selon World Spider Catalog (version 17.0, 15/04/2016) :
- Paratrochosina amica (Mello-Leitão, 1941)
- Paratrochosina insolita (L. Koch, 1879)
- Paratrochosina sagittigera (Roewer, 1951)

## Publication originale
- Roewer, 1960 : Araneae Lycosaeformia II (Lycosidae). Exploration du Parc National de l'Upemba Mission G.F. de Witte, vol. 55, p. 519-1040.